# Donald Pretty
Donald Waynne Pretty (11 de junio de 1936) es un deportista canadiense que compitió en remo. Participó en dos Juegos Olímpicos de Verano en los años 1956 y 1964, obteniendo una medalla de plata en Melbourne 1956 en la prueba de ocho con timonel.

## Palmarés internacional
| Juegos Olímpicos | Juegos Olímpicos      | Juegos Olímpicos | Juegos Olímpicos |
| Año              | Lugar                 | Medalla          | Prueba           |
| ---------------- | --------------------- | ---------------- | ---------------- |
| 1956             | Melbourne (Australia) | Medalla de plata | Ocho con timonel |